# Schluein
Schluein (föråldrat tyskt och tidigare officiellt namn Schleuis) är en ort och kommun i regionen Surselva i kantonen Graubünden, Schweiz. Kommunen har 612 invånare (2023).

## Språk
Traditionellt har så gott som hela befolkningen haft surselvisk rätoromanska som modersmål. Under andra halvan av 1900-talet har dock en betydande tyskspråkig minoritet uppstått, huvudsakligen genom inflyttning. Vid folkräkningen 2000 hade en tredjedel av befolkningen tyska som huvudspråk. Språket i kommunal förvaltning och skolundervisning är alltjämt rätoromanska. 

## Religion
Församlingen i Schluein är katolsk, och den reformerta minoriteten söker kyrka i den intilliggande staden Ilanz/Glion, endast några kilometer bort.

## Arbetsliv
70% av de förvärvsarbetande pendlar ut från kommunen, varav de flesta till Ilanz/Glion.